# Friedrich Goffitzer

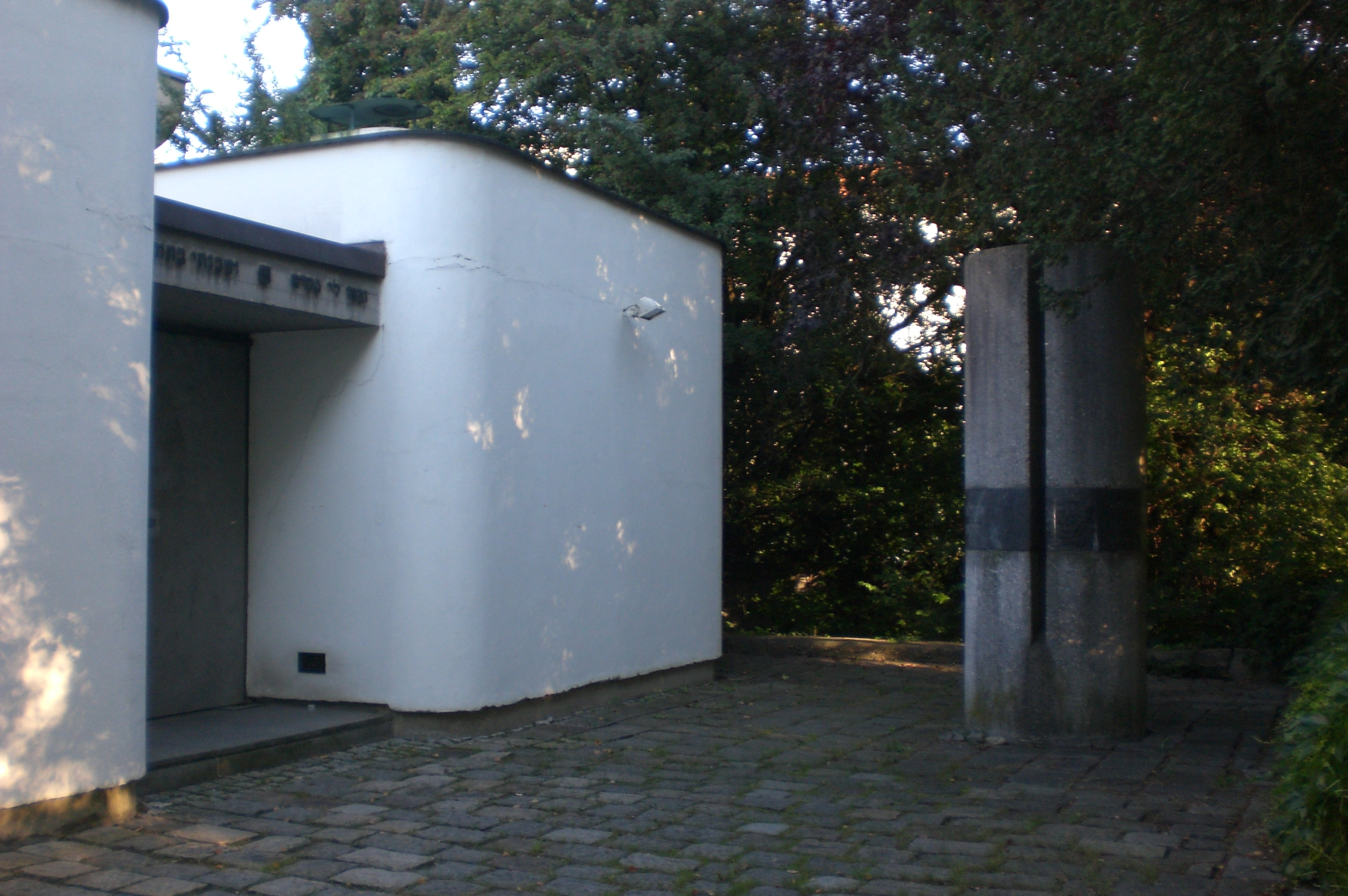
Friedrich Goffitzers Linzer Synagoge

Friedrich (auch Fritz) Goffitzer (* 21. November 1927 in Klagenfurt; † 2010 in Linz) war ein österreichischer Architekt, Innenarchitekt und Designer.

## Leben und Wirken
Fritz Goffitzer besuchte 1949 die Staatsbauschule in Villach (Sparte Hochbau) und studierte 1951 bis 1955 an der Kunstschule der Stadt Linz bei Wolfgang von Wersin Innenarchitektur und Entwurf. 1954 setzte er sein Studium an der Hochschule für angewandte Kunst in Wien bei Norbert Schlesinger mit Architektur fort und besuchte 1954/55 die Internationale Sommerakademie für Bildende Kunst Salzburg. 
Er war 1955 bis 1960 Assistent bei Heinz Bruno Gallée als Bühnenbildner, 1961 bis 1964 Generalsekretär und danach Vorstandsmitglied des Österreichischen Werkbundes in Wien. 
1973 bis 1996 lehrte er an der Universität für künstlerische und industrielle Gestaltung in Linz, wo er von 1982 bis 1989 Rektor-Stellvertreter und 1989 bis 1991 Rektor war. 1986 war er Gründungsmitglied und erster wissenschaftlicher Leiter des Österreichischen Forschungsinstituts für behindertengerechte Umweltgestaltung 1990 übernahm er die Leitung der Meisterklasse für Architektur der Hochschule für Gestaltung in Linz.
1991 wurde auf Initiative Goffitzers der Förderungsverein der Kunstuniversität Linz gegründet, zu deren erstem Präsidenten Eduard Leischko gewählt wurde. Ehrenpräsident des Vereins wurde Karl Rebhahn.
Er pflegte eine Freundschaft und Zusammenarbeit mit Fritz Fröhlich (u. a. bei der Realisierung der Wandmalereien (Fresken) zum Thema „Zwölf Stämme Israels“ in der Linzer Synagoge). 
Goffitzer war in erster Ehe mit Ilse Goffitzer (geb. Commenda) und in zweiter Ehe mit der Keramikerin und Grafikerin Waltraud Goffitzer-Thalhammer verheiratet.

## Werke
- 1948/49 Hochaltar der Don-Bosco-Kirche in Linz, Fröbelstraße (gemeinsam mit Rudolf Kolbitsch)
- 1962/63 ÖAMTC
- 1963 Neue Synagoge, Bethlehemstraße 26, Rathausviertel, Linz-Zentrum (erbaut 1967/68)
- 1963 Wohnhaus Ohnsorg, Gmunden
- 1965/67 bzw. 1979 Peugeot Leischko
- 1968 Villa Panuschka
- 1968 Firma Christ, Ebelsberg
- 1969 Wohnhaus Wurm und Leischko, Linz
- 1970 Hamberger Linz
- 1970 Golfclub Puchenau
- 1972 Wohnhaus Goffitzer, Pöstlingberg
- 1980 Umbau der Kunsthochschule und Errichtung der Neuen Galerie (Lentia 2000)
- 1985 Räumliche Neugestaltung der Linzer Pfarrkirche St. Matthias
- 1992 Restaurierung Losensteiner Freihaus
- 1992 Marmorbrunnen Volkskreditbank, Domgasse

## Veröffentlichungen
- Projekte, Bauten, Ausstellungen, Gebrauchsgegenstände, Linz 1970
- Vom Adel der Form zum reinen Raum, Wolfgang von Wersin zum 80. Geburtstag, ausgewählt und zusammengestellt von Fritz Goffritzer, Linz 1962
- Walter Rieger, Fritz Goffitzer: Entwicklung einer multifunktionalen Gebäudeverkleidung aus Oberflächen-veredelten Ziegeln, in: Ziegelindustrie International Ausgabe 4/2010, S. 30ff.

## Auszeichnungen
- 1954 Preis des Landes Oberösterreich für Architektur und Kunstgewerbe
- 1964 Goldmedaille für die Gesamtgestaltung der Österreichischen Abteilung der Triennale in Mailand
- 1969 Österreichischer Staatspreis für Angewandte Kunst